# Francisco Pradilla y Ortiz
Francisco Pradilla y Ortiz (Villanueva de Gállego (Saragossa), 24 de juliol de 1848 - Madrid, 1 de novembre de 1921) va ser un pintor espanyol.

## Biografia
Padilla va aprendre amb dos pintors decoradors a Saragossa. El 1863 es va traslladar a Madrid on hi va estudiar als antics mestres. A Roma va aprendre amb Alfredo Serri i hi va acabar els seus estudis a l'Acadèmia Espanyola de Belles Arts de Roma.
El seu primer quadre d'importància va ser El rapto de las sabinas, al qual va seguir el 1877 Doña Juana la Loca, realitzat i ambientat al llac Trasimè durant la seva estada a Roma i pel qual va obtenir la primera medalla d'honor que es concedia a les Exposicions Nacionals de Belles Arts i una medalla d'honor a l'Exposició Universal de París (1878).
Per encàrrec de l'Ajuntament de Saragossa, va realitzar els quadres Alfonso I el Batallador i Alfonso X el Sabio. Es va superar amb la realització de La rendición de Granada (3,50 – 5,42 m) de 1882, quadre que va guanyar el primer premi en una exposició de Múnic de 1883.
A més d'aquestes composicions, Pradilla també té obres menors sobre la vida del poble, del tipus que va realitzar Fortuny.